# Марковка (Павлодарская область)
Марковка (каз. Марковка) — упразднённое село в Павлодарском районе Павлодарской области Казахстана. Находилось в подчинении городской администрации Аксу. Входило в состав Пограничного сельского округа. Ликвидировано в 2001 г.

## Население
В 1989 году население села составляло 54 человека. По данным переписи 1999 года в селе проживало 8 человек (3 мужчины и 5 женщин).

## Уроженцы
- И. И. Кривенко — участник Великой Отечественной войны, Герой Советского Союза.